# Wijnsteenzuur
Wijnsteenzuur of 2,3-dihydroxybutaandizuur is een dicarbonzuur met als brutoformule C4H6O6, dat structurele overeenkomsten vertoont met appelzuur. De zuivere stof komt voor als een wit kristallijn poeder, dat zeer goed oplosbaar is in water. Wijnsteenzuur wordt aangetroffen in onder andere druiven, bananen, pompelmoezen en vruchten van de tamarinde.

## Stereochemie
Wijnsteenzuur bevat twee asymmetrische koolstofatomen, die dienstdoen als chirale centra. Deze twee kunnen elk een R- en een S-configuratie hebben. Dit levert op het eerste gezicht vier stereo-isomeren op, maar in de RS- en de SR-vorm zijn de twee helften van de molecule elkaars spiegelbeeld, waardoor molecule en spiegelbeeld weer op elkaar passen. Deze vorm wordt meso-wijnsteenzuur genoemd. Meso-wijnsteenzuur is niet optisch actief, de overige twee stereo-isomeren wel. Het L-(+)-wijnsteenzuur (met twee R-configuraties aan de chirale koolstofatomen) komt in een deels vrije en deels gebonden toestand voor in vele vruchten, zoals in druiven en pompelmoezen. Zouten van wijnsteenzuur kunnen soms kristalliseren in druivensap. De D-(–)-vorm (met twee S-configuraties aan de chirale koolstofatomen) komt zelden voor in de natuur.

De drie stereo-isomeren van wijnsteenzuur. Linksboven de D-(–)-vorm, rechtsboven de L-(+)-vorm en onderaan de optisch inactieve meso-vorm.

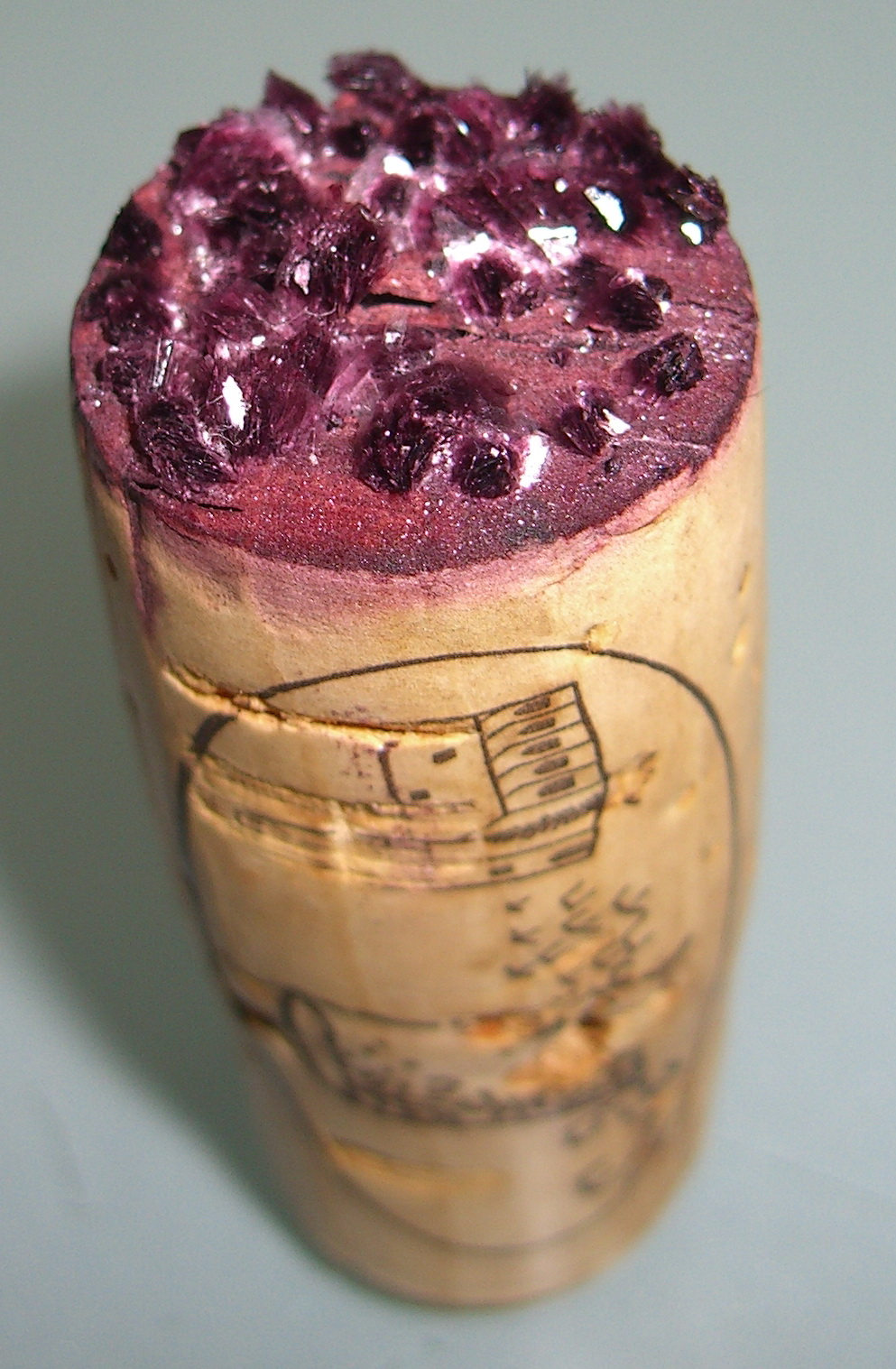
Wijnsteenkristallen op een kurk

L-(+)- en D-(–)-wijnsteenzuur zijn enantiomeren van elkaar en aangezien hun kristallen qua vorm elkaars spiegelbeeld zijn, zijn zij met het blote oog te onderscheiden. Deze vaststelling werd voor het eerst gedaan door Louis Pasteur. Daarmee legde hij voor het eerst het verband tussen de kristalvorm en de optische verdraaiing, en bij uitbreiding voor de stereochemie.

### Druivenzuur
Druivenzuur is een racemaat, een equimolair mengsel van linksdraaiend en rechtsdraaiend wijnsteenzuur. Het is daarom optisch inactief en splitsbaar in zijn twee stereo-isomeren.

## Tartraten
De zouten en esters van wijnsteenzuur worden tartraten genoemd; bekende zouten zijn natriumkaliumtartraat (seignettezout) en antimoonkaliumtartraat (een zeer giftig dubbelzout van kaliumtartraat en antimoon(III)oxide). Het wijnsteenzuur zelf wordt ook wel tartaarzuur genoemd.
Van de esters is vooral di-ethyltartraat belangrijk. Een toepassing van deze verbinding wordt gevonden in de organische synthese, met name als chiraal ligand bij de Sharpless-epoxidatie.

## Wijnsteen
Het in de druiven aanwezige wijnsteenzuur kan reageren met kaliumionen in wijn, waarbij kristallen kaliumwaterstoftartraat (wijnsteen) gevormd worden. Het voorkomen van deze kristallen in de droesem of aan de kurk zegt niets over de wijnkwaliteit. Het komt vooral voor bij wijnen die grote temperatuurschommelingen hebben ondergaan. Kaliumtartraat is een van de weinige slecht in water oplosbare kaliumzouten. Het is geur- en smaakloos en geeft het mondgevoel van suiker.

## Toepassingen
Wijnsteenzuur ondergaat grotendeels dezelfde reacties als citroenzuur. Het wordt gebruikt in de geneeskunde, de textielnijverheid en de cosmetica (haarverf). Het is tevens een bestanddeel van het Fehlings-reagens waarmee monosachariden kunnen worden aangetoond, hoewel ook andere stoffen zoals aldehyden en ketonen een positieve reactie kunnen geven. In warme klimaten wordt wijnsteenzuur gebruikt om wijn wat frisser van smaak te maken.
Wijnsteenzuur is een ingrediënt in mascarpone. Het wordt in de voedingsindustrie gebruikt als antioxidant en heeft het E-nummer E334.